# Pantalla acústica
También denominada altavoz en modo distribuido o altavoz DML o, últimamente, altavoces NXT.
Se trata de un altavoz de tipo panel. A diferencia del altavoz convencional (de panel o no) que estaba construido con superficies más o menos rígidas y con un foco único de vibración; Los DML están fabricados con materiales muy flexibles que permiten múltiples focos de vibración radiante, en principio, independientes entre sí. 
Los focos de vibración están distribuidos uniformemente en función de la frecuencia. La suma de cada una de las señales que generan los puntos radiantes (que no son iguales) produce la señal de audio resultante a la salida.
La diferencia de la pantalla acústica con respecto a los altavoces cónicos es que la transmisión del sonido no es tan tan direccional como los altavoces tradicionales. Esta característica, que podría presentarse como un inconveniente, resulta una ventaja cuando se utiliza en aplicaciones tales como una clase, una presentación, etc. que suelen realizarse en locales no muy grandes.
El primer altavoz DML fue fabricado por la firma inglesa NXT y utilizaba unos paneles ligeros que habían sido desarrollado con fines militares para emitir (radiar) sonido desde los aviones.
El desarrollo de los DML va encaminado hacia desarrollar paneles audiovisuales que, como el nombre indica, integren imagen y sonido en una única pantalla 
- Datos: Q5195514